# Låg frekvens
Low Frequency (LF) (långvåg), är radiofrekvenser mellan 30 - 300 kHz, det vill säga våglängder mellan 10 kilometer och 1 kilometer. På svenska används LF (lågfrekvens) ofta i en annan betydelse – en hörbar signal, till exempel den ljudsignal som en radiosignal förmedlar. LF-bandet är även känt som kilometerbandet eller kilometervågor.